# Jean-François Salgues de Valdéries de Lescure
Jean-François Salgues de Valderies de Lescure (Lescure-d'Albigeois, 5 gennaio 1644 – La Réorthe, 23 maggio 1723) è stato un vescovo cattolico francese, vescovo di Luçon dal 1699 al 1723.

## Biografia
Nacque nel castello di famiglia di Lescure. Era figlio del barone di Lescure e di Anne de Caylus.

### Formazione e ministero sacerdotale
Il 15 dicembre 1660, all'età di 16 anni, entrò nel seminario di Saint-Sulpice a Parigi, dove conseguì il dottorato in teologia il 17 maggio 1675. 
Assegnato per la prima volta a una parrocchia nel 1678, divenne dapprima superiore della comunità di Mont-Valérien ed in seguito capo delle missioni per la conversione dei calvinisti delle Cevenne. 
Trasferito poi nell'arcidiocesi di Albi, divenne teologo, penitenziere diocesano e infine vicario generale. In questa veste partecipò all'Assemblea del clero del 1682.

### Ministero episcopale
Il 5 ottobre 1699 fu nominato vescovo di Luçon da papa Innocenzo XII. Ricevette la consacrazione episcopale l'8 novembre nella cappella del palazzo arcivescovile di Parigi dalle mani dell'arcivescovo Louis-Antoine de Noailles, arcivescovo metropolita di Parigi.
Nel 1710, la pubblicazione congiunta con l'amico Étienne de Champflour, vescovo di La Rochelle, di "ordinanze e riflessioni pastorali" ostili alle Riflessioni morali di Pasquier Quesnel che diedero inizio in Francia alle controversie che saranno all'origine della bolla Unigenitus Dei Filius, emessa l'8 settembre 1713, che si affrettò a pubblicare nella sua diocesi l'anno successivo. 
Durante il suo episcopato fece ampliare il seminario e l'ospedale ed edificare il palazzo vescovile di Château-Roux a La Réorthe, dove morì il 23 maggio 1723.

## Genealogia episcopale e successione apostolica
La genealogia episcopale è:
- Cardinale Guillaume d'Estouteville, O.S.B.Clun.
- Papa Sisto IV
- Papa Giulio II
- Cardinale Raffaele Sansone Riario
- Papa Leone X
- Papa Paolo III
- Cardinale Francesco Pisani
- Cardinale Alfonso Gesualdo di Conza
- Papa Clemente VIII
- Cardinale Pietro Aldobrandini
- Cardinale Laudivio Zacchia
- Cardinale Antonio Barberini, O.F.M.Cap.
- Cardinale Nicolò Guidi di Bagno
- Arcivescovo François de Harlay de Champvallon
- Cardinale Louis-Antoine de Noailles
- Vescovo Jean-François Salgues de Valderies de Lescure

La successione apostolica è:
- Arcivescovo Louis-Jacques Chapt de Rastignac (1722)
- Vescovo Jérôme-Louis de Foudras de Courcenay (1722)